# Condado de Santa Pola

Escudo de Santa Pola, provincia de Alicante.

El condado de Santa Pola es un título nobiliario español creado el 28 de junio de 1892 por el rey Alfonso XIII a favor del diplomático Juan Bautista Antequera y Angosto.
Su denominación hace referencia al municipio de Santa Pola, provincia de Alicante, España.

## Condes de Santa Pola
|                           | Titular                                       | Periodo                   |
| Creación por Alfonso XIII | Creación por Alfonso XIII                     | Creación por Alfonso XIII |
| ------------------------- | --------------------------------------------- | ------------------------- |
| i                         | Juan Bautista Antequera y Angosto             | 1892-1978                 |
| ii                        | Juan Bautista de Antequera y Jordán de Urries | 1980-actual titular       |

## Historia de los Condes de Santa Pola
- Juan Bautista Antequera y Angosto (1887-1978), i conde de Santa Pola.

1. Casó con María del Espíritu Santo de Arce y Guerrero de Escalante. Le sucedió, en 1980, de su hijo Juan de Antequera y Arce (n. en 1922), que casó con Matilde Jordán de Urries y Zapiola, viii marquesa de San Vicente, iv marquesa de Aymerich y xvii baronesa de la Peña, el hijo de ambos, por tanto su nieto:

- Juan Bautista de Antequera y Jordán de Urries (n. en 1947), ii conde de Santa Pola.

1. Casó con María del Pilar Valencia y Cosculluela.